# Filmografia de Anitta
A seguir se apresenta a filmografia da cantora brasileira Anitta.

## Televisão
| Título                                | Ano           | Cargo / Personagem     | Notas                                                   |
| ------------------------------------- | ------------- | ---------------------- | ------------------------------------------------------- |
| Domingão do Faustão                   | 2011          | Ela mesma              | Quadro: "Garagem do Faustão"                            |
| Amor à Vida                           | 2013          | Ela mesma              | Episódio: "12 de dezembro"                              |
| Sai do Chão                           | 2014          | Apresentadora especial | Episódio: "19 de janeiro"                               |
| Dança dos Famosos                     | 2014          | Participante           | Temporada 11                                            |
| Vai que Cola                          | 2014          | Ela mesma              | Episódio: "As Poderosas" Episódio: "Ausência de Anitta" |
| Didi e o Segredo dos Anjos            | 2014          | Deusa Soláris          | Telefilme                                               |
| Alto Astral                           | 2015          | Ela mesma              | Episódio: "4 de maio"                                   |
| Osmar                                 | 2015          | Pãonitta (voz)         | Episódio: "Show das Pãoderosas"                         |
| Tomara que Caia                       | 2015          | Policial Pereira       | Episódio: "19 de julho"                                 |
| TVZ                                   | 2015          | Apresentadora especial | Episódio: "9 de outubro"                                |
| Música Boa Ao Vivo                    | 2016–17       | Apresentadora          | Temporadas 3–4                                          |
| TVZ                                   | 2016          | Apresentadora especial | Episódio: "14 de janeiro" Episódio: "31 de outubro"     |
| Anitta Entrou no Grupo                | 2018–presente | Apresentadora          |                                                         |
| Prêmio Multishow de Música Brasileira | 2018          | Apresentadora          |                                                         |
| Clube da Anittinha                    | 2018–presente | Anittinha (voz)        |                                                         |
| The Voice Brasil                      | 2018          | Supertécnica           | Temporada 7                                             |
| La Voz... México                      | 2018          | Jurada / Mentora       | Temporada 7                                             |
| TVZ                                   | 2018          | Apresentadora especial | Episódio: "12 de outubro"                               |
| Vai Anitta                            | 2018–presente | Ela mesma              | Docu-série                                              |
| Prêmio Multishow de Música Brasileira | 2019          | Apresentadora          |                                                         |
| Amor de Mãe                           | 2020          | Sabrina                | Episódios: "27 de fevereiro–2 de março"                 |
| Anitta Dentro da Casinha              | 2020          | Ela mesma              |                                                         |

## Cinema
| Título                | Ano  | Personagem     |
| --------------------- | ---- | -------------- |
| Copa de Elite         | 2014 | Helena Boccato |
| Breaking Through      | 2015 | Ela mesma      |
| Meus 15 Anos: O Filme | 2017 | Ela mesma      |
| Minha Vida em Marte   | 2018 | Ela mesma      |

## Internet
| Título                 | Ano  | Personagem | Notas      |
| ---------------------- | ---- | ---------- | ---------- |
| Na Real                | 2014 | Ela mesma  | Docu-série |
| Blá Blá Blá com Anitta | 2014 | Ela mesma  | Docu-série |
| Anitta no Japão        | 2015 | Ela mesma  | Docu-série |